# 藤原聡
藤原 聡（ふじはら さとし、1991年8月19日 - ）は、日本のシンガーソングライター。バンドOfficial髭男dismでボーカル・キーボードを担当。鳥取県米子市出身。

## 来歴
- 2011年
  - 大学1年の時に鳥取大学の学生と島根大学の学生が合同で結成したバンド「ぼすとん茶の湯会」でドラムを担当[5]。『第6回 V-air あまばん2011 グランプリ』を受賞、「College Rock Fes. 2011 中四国地区大会」で優勝し[6]、更に「College Rock Fes. 2011 全国大会」でもグランプリを受賞[5]。初のアルバムをリリースし、ローカルのテレビ番組にも出演。
- 2012年
  - 6月7日 - 「Official髭男dism」を結成。メンバーには大学在学中、同じ軽音楽部の先輩だった楢﨑誠、後輩だった松浦匡希、学外で仲が良かった小笹大輔の4人[注釈 2]。
  - 7月7日 - LIVE&STUDIO 松江B1で行われたイベント「Vongolecube」で初ライブを行う。
- 2014年
  - Official髭男dismでの活動に専念するため「ぼすとん茶の湯会」を脱退[5]。
  - 3月2日 -『第8回 V-air あまばん2013 グランプリ大会』にて「愛なんだが…」でグランプリを受賞[7][8][9]。
- 2016年
  - 2月 - ラストラム・ミュージックエンタテインメントとマネジメント契約を結び上京。
- 2017年
  - 10月11日 - 自身初の楽曲提供曲として、有安杏果（当時ももいろクローバーZ）のソロアルバム「ココロノオト」に『TRAVEL FANTASISTA」を提供。編曲はOfficial髭男dismが担当。
- 2018年
  - 7月25日 - 井上陽水の楽曲「care」にキーボードで参加。
  - 10月 - FM802『MUSIC FREAKS』のDJをあいみょんと週替わりで担当。1年間DJを務めた。
  - 11月23日 - 音楽プロデューサー、蔦屋好位置のソロプロジェクト「KERENMI」の楽曲「ROOFTOPS（feat.Satoshi Fujihara）」ボーカルで参加。
- 2019年
  - 4月 - FM802『 FM802 × TSUTAYA ACCESS!キャンペーンのキャンペーンソング「メロンソーダ」に「Radio Darlings」のメンバーとして参加[10]。
  - 11月22日 - 以前より交際していた一般女性との結婚を発表[11]。
- 2023年
  - 3月11日 - 声帯ポリープを発症し、療養のためイベント出演を見合わせることを発表[12][13]。
- 2024年
  - 7月23日 - ファンクラブ会員限定でワンマンライブを行い、声の完全復活を公表した[14]。

## 人物
- あだ名は「さとっちゃん」「聡」「聡くん」「さとんす」。
- 鳥取県立米子東高等学校、島根大学卒業。その後は地元の銀行に就職し2年間営業マンを経験[15]。
- 中学校時代の同級生にオリックス・バファローズの九里亜蓮[16]、高校の同級生に横田誓哉がいる[17]。
- 幼稚園児の頃からクラシックピアノを習っており、小中学時代の夢はプロドラマーだった。高校時代は吹奏楽部でパーカッションを担当していた。なお、高校時代の吹奏楽部の顧問は入学前から藤原の評判を耳にしていたという。藤原が本格的にボーカルを始めたのは、当バンドを結成した時から。
- 初めて行ったライブはHIGH and MIGHTY COLOR[18]。この時見に行ったライブのことを「バンドというものに一気に引き込まれた」「言葉には出来ない感動があった」と話している。
- 高校2年生の時、地元のライブハウスのイベントで当時中学3年生の小笹大輔と出会い、お互いにヘヴィメタルバンドのチルドレン・オブ・ボドムが好きだったことがきっかけで意気投合する[19]。
- 多くの曲の作詞、作曲を担当している。
- 好きなアーティストは  - aiko[20]
  - ONE OK ROCK[21]
  - X JAPAN[21]
  - スキマスイッチ[21]
  - Mr.Children[21]
  - RADWIMPS
  - UVERworld
  - ゆず
  - 秦基博
  - ポルノグラフィティ[22]
  - 星野源[23]
  - NUMBER GIRL[23]
  - BUMP OF CHICKEN[24]
  - 東京カランコロン[25]
  - 山下達郎
  - サザンオールスターズ
  - TUBE
  - 米津玄師
  - B'z
  - スピッツ
  - back number
  - GLAY
  - WANDS
  - T-BOLAN
  - カシオペア[26]
  - チルドレン・オブ・ボドム
  - スリップノット[27]
  - マイケル・ジャクソン[21]
  - ジェイミー・カラム
  - インコグニート
  - ジャミロクワイ
  - ジャーニー
  - マイ・ケミカル・ロマンス[28]
  - マルーン5[29]
  - ジェリーフィッシュ[30]
  - クイーン[31]
  - アース・ウィンド・アンド・ファイアー[32]
  - ボズ・スキャッグス[33]
  - DNCE[33]
  - ビリー・ジョエル[34]
  - スティーヴィー・ワンダー[33]
  - ディープ・パープル
  - ボン・ジョヴィ
 、KALMA、ドリーム・シアター、ホワイトスネイク[35]など。
- 『ザ・ファブル』、『東京卍リベンジャーズ』、『SPY×FAMILY』『将太の寿司』など漫画を読んでいる。

## 参加作品

### 楽曲提供
| 年     | タイトル            | 規格 | 備考 |
| ------ | ------------------- | ---- | --- |
| 2017年 | TRAVEL FANTASISTA   | CD   | 2017年10月11日に発売した有安杏果の1stアルバム『ココロノオト』収録曲。作詞・作曲を担当。編曲はOfficial髭男dismが担当した。 |
| 2019年 | FAKE ME FAKE ME OUT | CD   | 2019年4月24日に発売したDa-iCEの16thシングル『FAKE ME FAKE ME OUT』収録曲。作詞・作曲を担当。                              |
| 2019年 | Break it down       | CD   | 2019年12月18日に発売した鈴木愛理の2ndアルバム『i』収録曲。作詞・作曲を担当、編曲はOfficial髭男dismが担当した。            |
| 2022年 | RAKUEN              | CD   | 2022年6月29日に発売したゆずの17thアルバム『SEES』収録曲。作詞を北川悠仁と、作曲を北川悠仁と蔦谷好位置で共作。             |

### 参加作品
| 年     | タイトル                                 | 規格             | 備考                                                                                      |
| ------ | ---------------------------------------- | ---------------- | ----------------------------------------------------------------------------------------- |
| 2018年 | care                                     | CD               | 井上陽水の楽曲。ピアノで演奏参加。                                                        |
| 2019年 | ROOFTOPS feat. Satoshi Fujihara          | デジタルシングル | 蔦屋好位置のソロプロジェクト。ABEMA「月とオオカミちゃんには騙されない」挿入歌。           |
| 2019年 | メロンソーダ                             | CD(レンタル限定) | FM802 × TSUTAYA ACCESS!キャンペーンの2019年キャンペーンソング。Radio Darlingsとして参加。 |
| 2022年 | Gravity feat. 藤原聡（Official髭男dism） | CD・配信         | ONE OK ROCKの楽曲。CDは10thアルバム『Luxury Disease』のJapanese Versionにのみ収録。       |
| 2025年 | Everyday (feat. 藤原聡)                  | CD・配信         |                                                                                           |

## 出演

### 映画
- キャッツ (日本語吹替版)（2020年）- ラム・タム・タガー役[36]